# Hamad bin Thuwayni di Zanzibar
Ḥamad bin Thuwayni Āl bū Saʿīd (Mascate, 1857 – Unguja, 25 agosto 1896) è stato il quinto sultano di Zanzibar.
Governò dal 5 marzo 1893 al 25 agosto 1896, quando morì probabilmente avvelenato dal cugino Khalid bin Barghash di Zanzibar.